# Șopți, Kărdjali
Șopți (în bulgară Шопци) este un sat în comuna Kirkovo, regiunea Kărdjali,  Bulgaria. 

## Demografie
Componența etnică a satului Șopți
     Turci (85,16%)
     Nicio identificare (14,83%)
     Altele (0%)
La recensământul din 2011, populația satului Șopți era de 391 locuitori. Din punct de vedere etnic, majoritatea locuitorilor (85,16%) erau turci. Pentru 14,83% din locuitori nu este cunoscută apartenența etnică.